# August Neander
Johann August Wilhelm Neander (født 17. januar 1789 i Göttingen, død 14. juli 1850) var en tysk kirkehistoriker.
Neander var født af jødiske forældre og hed oprindelig David Mendel, men blev som student greben af kristendommen og lod sig 1806 døbe med sit ny navn (Neander=nyt menneske på græsk).
Under hans studium havde særlig Schleiermacher gjort stærkt indtryk på ham; 1812 blev han professor i Heidelberg og året efter i Berlin, hvor han virkede til sin død.
Hans fromme og faste personlighed gjorde et stærkt indtryk på de unge, som i store skarer flokkedes om ham. Hans kirkehistoriske forfatterskab er ved sin varme kærlighed til sagen og sin fine sans for det individuelle opbyggeligt i ordets ædleste forstand.